# الرجال الذين يحدقون في الماعز
الرجال الذين يحدقون في الماعز (بالإنجليزية: The Men Who Stare at Goats)‏ فيلم أمريكي كوميدي من إنتاج سنة 2009، وهو من إخراج غرانت هاسلوف ومقتبس عن كتاب الكاتب البريطاني جون رونسون، والفيلم من بطولة جورج كلوني وإيوان مكريغور وجيف بريدجز وكيفن سبيسي وروبرت باتريك.

## القصة
تدور أحداث الفيلم حول بوب والتون (إيوان مكريغور) وهو صحفي يسافر إلى للكويت لتغطية حرب العراق ولكنه يقع على قصة أخرى تثير اهتمامة حين يتعرف على الجندي السابق في الجيش الأمريكي لين كاسيدي (جورج كلوني) والذي ينوي الذهاب في مهمة في العراق والذي يحكي له عن برنامج عسكري تم انشاؤه في الثمانينات من القرن الماضي في الولايات المتحدة لخلق جنود استثنائيين ذوي قدرات عقلية خارقة ومهارات باراسيكولوجية منها الرؤية عن بعد والحدس ويمكنهم القتل عن بعد بأدمغتهم، ويلقبون أنفسهم ب"محاربي الجيداي"، فيرتبط الصحفي بكاسيدي ويذهبان للعراق معا ليقوده إلى مغامرة كشفت له عن وقائع غريبة.

## مرحلة الإنتاج
في لقاء له مع جريدة الشرق الأوسط قال جورج كلوني عن سيناريو الفيلم إنه كان موجودا ضمن لائحة "أفضل السيناريوهات التي لم تنجز أفلاما"،فأشترى كلوني حقوقه بعدما أعجبه، وعمل مع المخرج غرانت هاسلوف، لتحضيره والاستعانة بالكاتب بيتر ستراغون لكتابته، وقد تم تصوير الفيلم في ألباكركي، نيومكسيكو وبورتوريكو وسانتا كلاريتا، كاليفورنيا وألاموغوردو، نيومكسيكو.

## وصلات خارجية
- The Men Who Stare at Goats على موقع أول موفي.
- الرجال الذين يحدقون في الماعز على موقع IMDb (الإنجليزية)
- الرجال الذين يحدقون في الماعز على موقع ميتاكريتيك (الإنجليزية)
- الرجال الذين يحدقون في الماعز على موقع الموسوعة البريطانية (الإنجليزية)
- الرجال الذين يحدقون في الماعز على موقع روتن توميتوز (الإنجليزية)
- الرجال الذين يحدقون في الماعز على موقع نتفليكس (الإنجليزية)
- الرجال الذين يحدقون في الماعز على موقع قاعدة بيانات الأفلام العربية
- الرجال الذين يحدقون في الماعز على موقع ألو سيني (الفرنسية)
- الرجال الذين يحدقون في الماعز على موقع Turner Classic Movies (الإنجليزية)
- الرجال الذين يحدقون في الماعز على موقع أول موفي (الإنجليزية)
- الرجال الذين يحدقون في الماعز على موقع بوكس أوفيس موجو (الإنجليزية)
- مقابلة مع الكاتب جون رونسون في برنامج أليكس جونز الإذاعي على يوتيوب